# 魔法瓶

魔法瓶の構造

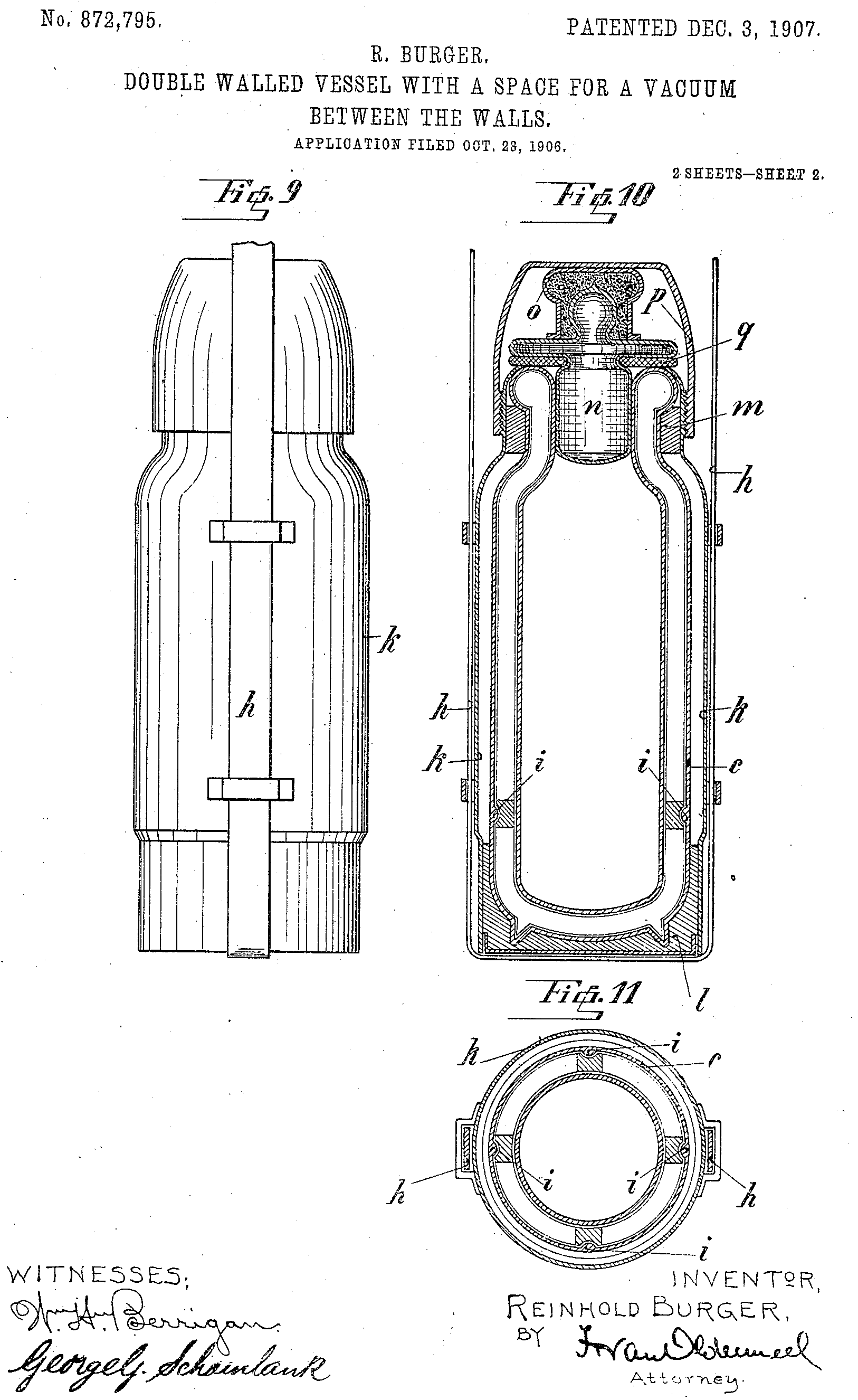
魔法瓶の構造

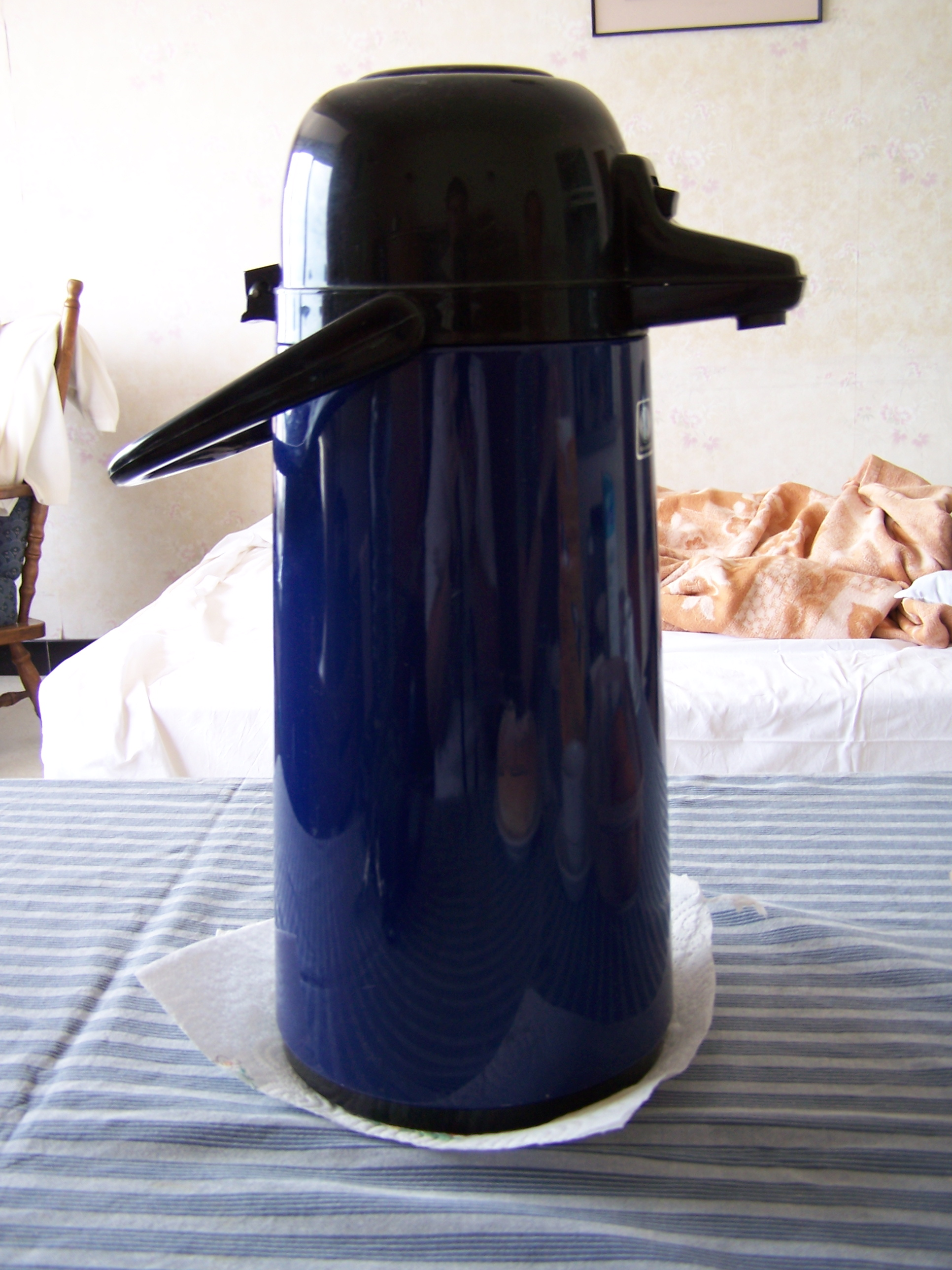
家庭用の魔法瓶

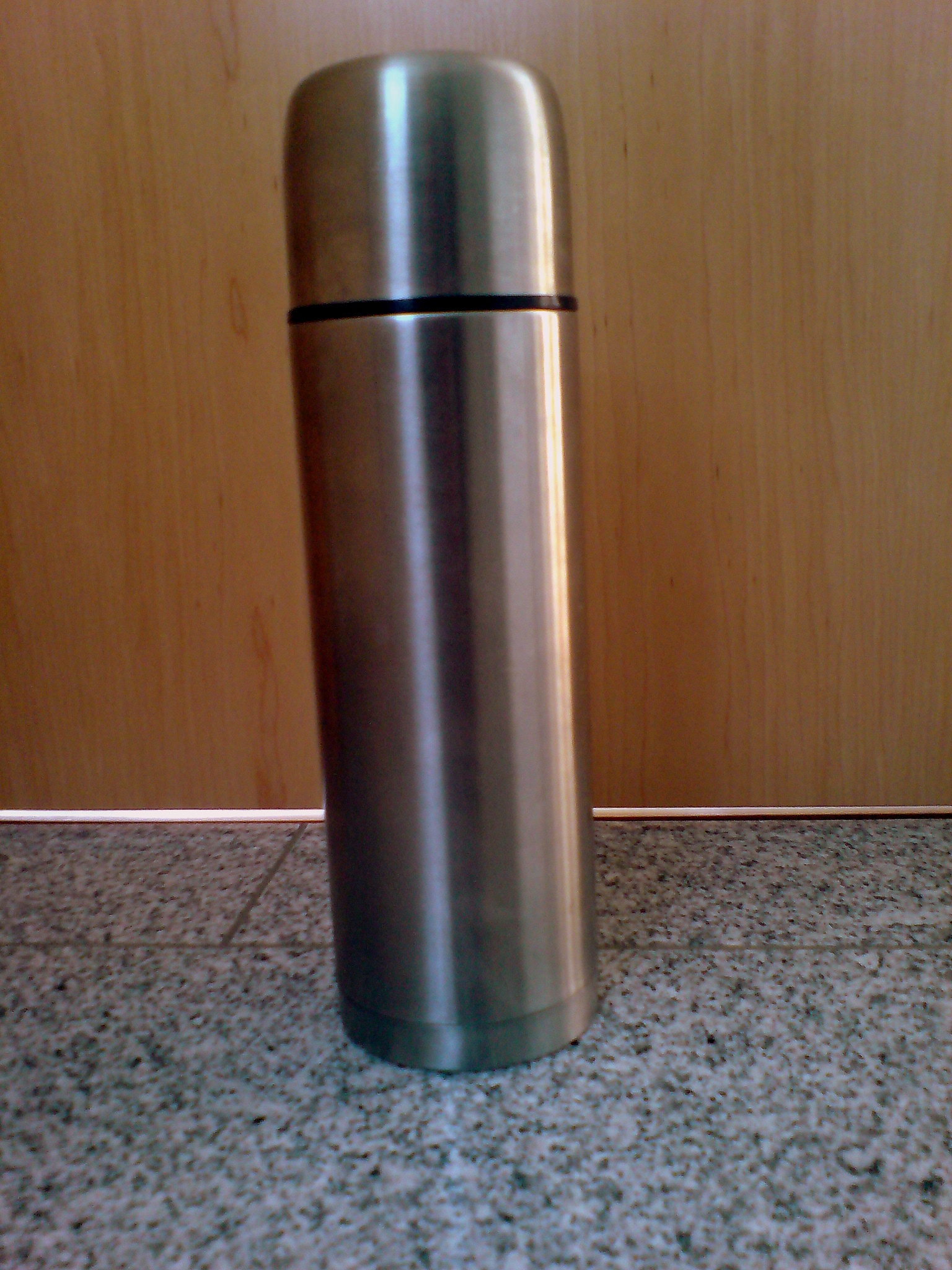
水筒（Vacuum bottle）

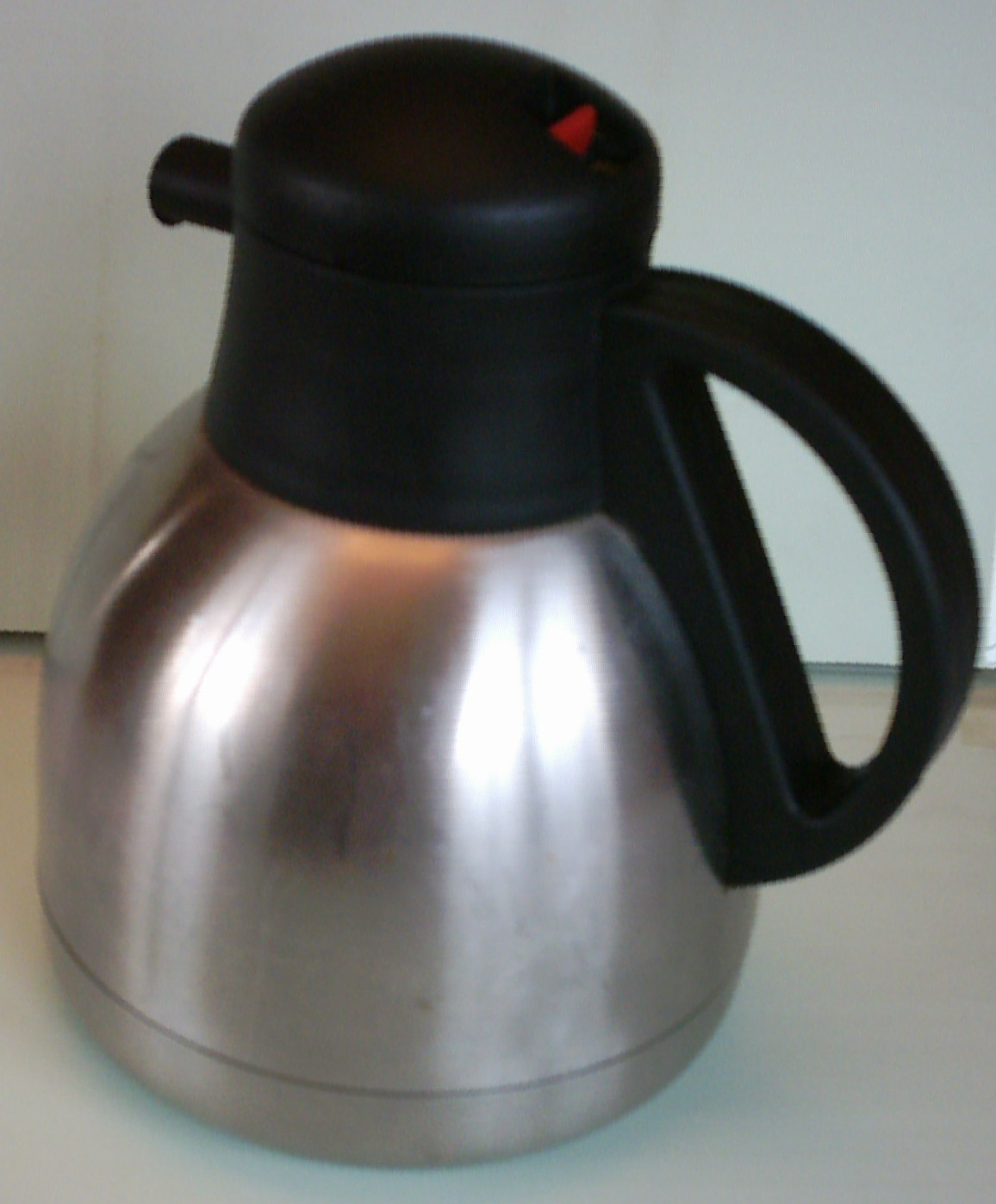
魔法瓶のポット（Vacuum jug）

魔法瓶（まほうびん、英: Thermos、Vacuum Flask）とは、内びんと外びんの二重構造でその間を真空状態にすることにより熱の移動を防ぎ長時間保温・保冷できるようにした容器。

## 概要
保温性を高めるため内びんと外びんの二重構造でその間を真空状態にすることで長時間にわたり保温・保冷できるようになっている。真空部分の内部を鏡面加工にしたり真空部分に銅箔等を挟んで保温機能を高めている。さらに保温用熱源を付加しているものもある。
持ち運び用の水筒型と据え置き用のポット型がある。前者には耐衝撃性能を向上させたアウトドア用品、後者には湯沸かし機能を付けた電気ポットもある。また魔法瓶の構造をマグカップに応用して、冷めにくくした製品もある。今の水筒のもとになった。
持ち運びできる水筒は温かいお茶やスープ、氷入の飲料などを入れて行楽に用いる。これを応用して、ご飯を暖かいままにできる弁当容器も作られている。湯と生卵を魔法瓶にいれておくことで温泉卵を作ったり、小豆などの豆類と湯を入れることでふやかして下ごしらえしたりすることもできる。この使い方がもととなり、保温調理鍋が生まれた。
英語で、バキュームフラスク（Vacuum flask、真空フラスコ）または、商標に由来する俗称としてサーモスまたはテルモス（Thermos）と呼ばれる。水筒型は、バキュームボトル（Vacuum bottle、真空瓶）、水注型は、バキュームジャグ（Vacuum jug、真空ジャグ）と呼ばれる。

## 構造・原理
魔法瓶は二重構造になっており、内層と外層との間の空間が真空になっている。ガラス製の場合、真空側の面はメッキが施されており鏡面になっている。
容器の中に入れたものの温度が変化するのは、熱伝導によって内容物の熱が触れている容器の内壁に移動し、そこから容器の外壁を通して容器の外に逃げるからである。また熱放射により熱が電磁波として容器に吸収されたり、外へ逃げてしまうことも原因である。この2点を防ぐために、工夫が凝らされたものが魔法瓶である。
真空技術に関しては同じく真空が重要となる白熱電球の製造と共通する点があり、初期の魔法瓶開発には電球の技術者が携わっていた。
熱伝導を防ぐ
物体と物体が接触している部分から熱が逃げるため、容器を二重構造にし、その間を真空にすることで熱の移動を遮断する。ただし容器を二重にしても外層によって内層は支えられているため接点が存在し、完全に熱伝導を防ぐことはできない。また、完全な真空状態を人為的に作り出すことはできず、一般に言われる真空とは「極めて低圧の状態」である。そのため、完全な熱伝導の遮断は非常に難しい。
熱放射を防ぐ
内容物のエネルギーが電磁波の形をとった放射として逃げるのを防ぐため、鏡面による反射を利用している。これによって、放射された電磁波を内容物に戻し外へ出さなくすることができる。ただし完全な鏡面は存在せず、実際には9割程度の反射率なので、残りは主に内層に吸収されてしまう。そのため完全な熱放射を防ぐことはできない。
据え置き型のポットなど容量の大きい物は特に水中のカルシウム分が沈積しやすいので、定期的に落とす必要がある。物理的にこすって落とそうとするとガラスまで傷つけて破損しやすくなるので、クエン酸などを主成分とする洗浄剤や酢酸を使って落とす方が良い。

## 歴史

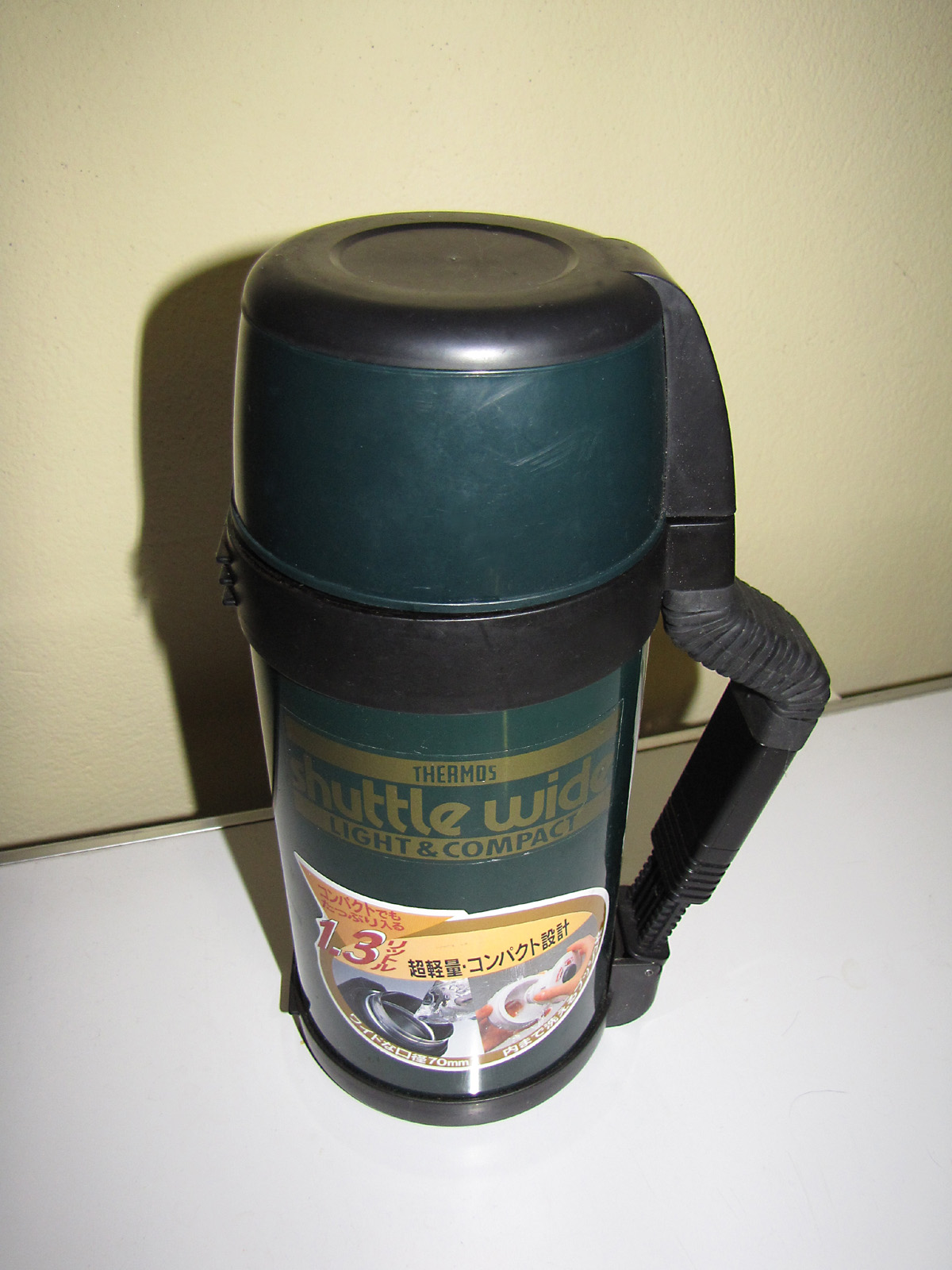
日本からの魔法瓶

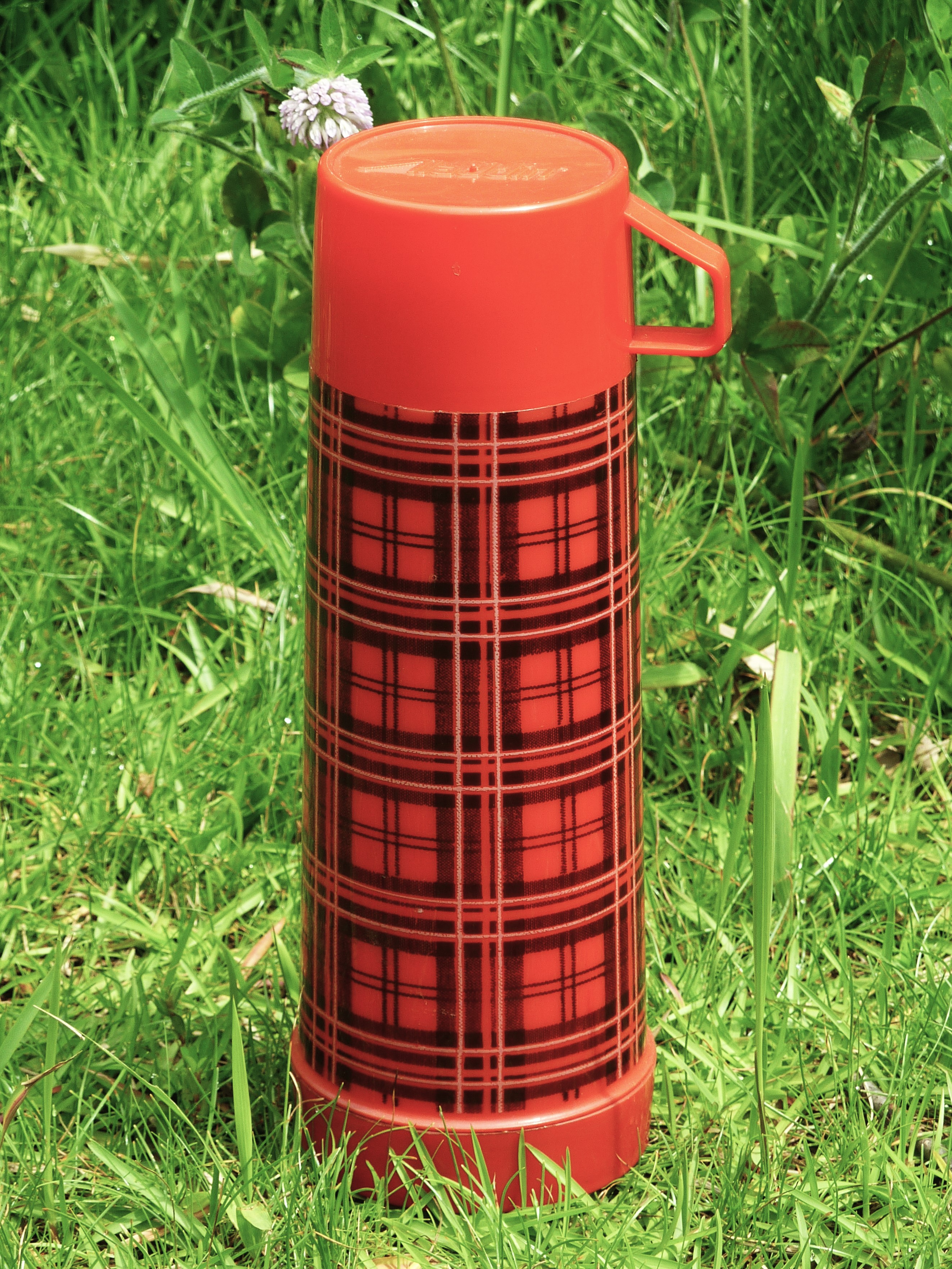
昭和時代に製造されたアラジン社の魔法瓶

1881年、ドイツのアドルフ・フェルディナント・ヴァインホルトが液化ガスの保存用に製作した壁間の空気を抜いた二重壁のガラス瓶がその原型である。また1891年、イギリスのデュワーは液体酸素保存用に金属製の二重壁容器を製作、次いで内側に銀メッキを施した二重壁ガラス瓶を製作した。これは彼の名をとってデュワー瓶（Dewar flask）と呼ばれる。1904年には、ドイツのテルモス社が商品化に成功し、商品名は「テルモス」（サーモス）である。
日本での「魔法瓶」という単語は一説には、狩猟を行う人物が新聞社の取材を受けた際、便利な道具として「魔法瓶」という呼び方をし、それが1907年10月22日の新聞に文章として掲載され、世に広まっていったと推定されている。あるいは、アメリカの魔法瓶メーカーで『アラジンと魔法のランプ』に由来する社名のアラジン社に関連があるという推測も別に存在する。
1909年、日本に初めて魔法瓶が輸入された。これは当時、瓶に栓をするだけの単純な構造だった。
1912年、大阪の日本電球の八木亭二郎が国産品第1号を開発し、同社が商標登録した魔法瓶という名称が、一般に用いられる（日本での早い時期の使用記録として、井上靖が幼少期の魔法瓶の思い出を綴った私小説『魔法壜』がある。幼年の作者とその友達が魔法瓶を割ってしまうエピソードが2回登場し、当時の魔法瓶が非常に繊細なものだったことがわかる）。しかし、当時は日本国内での需要は少なく、ヨーロッパから移り住んだ人々が多かった東南アジア向けに主に輸出されていた。第一次世界大戦の勃発でヨーロッパから東南アジアへの輸出が困難になると日本製魔法瓶の需要はさらに高まった。
第二次世界大戦により日本での魔法瓶の製造は中断したが、1947年頃に輸出を再開し、ガラス職人が一つずつ作っていた中瓶の製造も大量生産に移行した。また日本国内でも魔法瓶が普及した。1950年の日本経済新聞の記事では（1950年時点で）戦前より魔法瓶の品質が落ちていると指摘。標準品の目安として沸騰した湯を一昼夜おいても80度を保つことと紹介している。また、当時は、中のガラス瓶が破損した際には6 - 7掛で交換することも行われていた。
1978年、日本の産業ガス大手の日本酸素株式会社により、ステンレス製の真空断熱魔法瓶が開発される。これが後のサーモスとなり、現在の主流となるまでに至る。これ以前にアメリカで開発されていたステンレス製の魔法瓶は、粉末の断熱材を使用していた。

## 製造・表示
日本では象印マホービン、タイガー魔法瓶、ピーコック魔法瓶工業、グロリア魔法瓶製作所など大阪府に本拠地を置き、その他部品メーカーも大阪府に多くあるなど地場産業となっている。また魔法瓶関連会社の工業組合である全国魔法瓶工業組合も大阪市北区に事務所を置いている。
前項の「サーモス」のブランド名を世界各国で展開しているサーモス社のイギリス・アメリカ・カナダ各国現地法人は1989年に日本酸素によって買収されている。
日本産業規格（JIS）に携帯用および卓上用魔法瓶が規定されている（JIS S 2006 まほうびん）。また、家庭用の一定の構造を持つ魔法瓶は雑貨工業品として家庭用品品質表示法およびその関連法令の適用対象となっており、国産・輸入を問わず国内で販売される製品の外装等には、「保温効力 ○○度以上（6時間）」など、性能や品質など定められた項目の表示をしなければならないことになっている。